# Station Opalenica Cukrownia
Station Opalenica Cukrownia is een spoorwegstation in de Poolse plaats Opalenica.